# Dave Berg
Pour les articles homonymes, voir Berg.
Cet article possède un paronyme, voir David Berg.
Dave Berg, né le 12 juin 1920 et mort le 16 mai 2002, est un auteur de comics américain.

## Biographie
Dave Berg naît le 12 juin 1920. Il travaille dans les années 1940 et 1950 pour plusieurs éditeurs comme Quality Comics ou Timely Comics. En 1956, il commence à travailler pour le magazine Mad. Il y dessine sa série The Lighter Side jusqu'en 2002. Il meurt le 16 mai 2002, après plusieurs mois de lutte contre la maladie.